# Филлипс, Йенди
Йенди Филлипс (род. 8 сентября 1985) — победительница конкурса Мисс Мира Ямайка 2007, а также в 2010 году выиграла конкурс Мисс Вселенная Ямайка. Она африканского и индо-ямайского происхождения. Она в память о своей матери, которая умерла, когда она была ещё ребёнком, посвятила свою победу ей. Она представляла Ямайку на конкурсе Мисс Мира 2007 Конкурс проведён в Санье (Китай) и участвовала в конкурсе Мисс Вселенная 2010 состоявшемся в Лас-Вегасе, Невада, США 23 августа 2010 года, где стала, первой вице-мисс после Химены Наваррете из Мексики.

## Частная жизнь
Йенди училась в средней школе для девочек в Кингстоне, Ямайка.Она имеет степень бакалавра искусств со специализацией в области танца.Она окончила Университет Нью-Йорка.Она подруга спринтера Асафа Пауэлла.

## Мисс Мира 2007
На конкурсе Мисс Мира 2007 она вышла в финал. Она была первой вице-мисс в конкурсе Miss World Beach Beauty и финалисткой в конкурсах Miss World Sports, Miss World Talent, Miss World Top Model и Beauty With A Purpose.

## Мисс Вселенная 2010
Йенди победив в конкурсе Мисс Ямайка Вселенная 2010 3 июля 2010 года, и представляла Ямайку на конкурсе Мисс Вселенная 2010 в Лас-Вегасе 23 августа 2010 года. Филлипс запомнилась своим купальником и заняла второе место на конкурсе вечерних платьев, вышла в финал с результатом 8,884. Она стала первой вице-мисс в Мехико.